# Danh sách nhà thơ tiếng Nhật
 Dưới đây là danh sách các nhà thơ ngôn ngữ Nhật.
Các nhà thơ được liệt kê theo thứ tự chữ cái Latinh theo tên họ (hoặc bằng tên nổi tiếng, như là bút danh, với nhiều cái tên cho cùng một nhà thơ được liệt kê tách biệt nếu như chúng đồng thời dễ nhận diện). Các nhóm nhỏ các nhà thơ và các bài viết về gia quyến của họ được liệt kê tách biệt, bên dưới, cũng như các bậc thầy về thơ haiku (cũng ở trong danh sách chính). Các năm liên kết tới "[năm] hoạt động thơ ca" tương ứng trong bài viết.
Đây là một danh sách chưa hoàn tất, và có thể sẽ không bao giờ thỏa mãn yêu cầu hoàn tất. Bạn có thể đóng góp bằng cách mở rộng nó bằng các thông tin đáng tin cậy.

## A
- Abe no Nakamaro 阿倍仲麻呂 (khoảng 698 – khoảng 770) học giả, người quản lý, và nhà thơ waka  trong thời kỳ Nara
- Aizu Yaichi 会津 八一 (1881–1956), nhà thơ, nhà thư pháp và nhà sử học
- Kaijin Akashi 明石 海人 (1901-1939), tác giả của bài thơ lấy cảm hứng từ bệnh phong cùi của mình
- Akazome Emon 赤染衛門 (956–1041) nhà thơ waka giữa thời kỳ Heian; một thành viên của đồng thời Ba mươi sáu Lão Thi Hiền Giả và 36 các nữ thi nhân bất tử của Kintō (hoặc "nhà hiền triết") của thời kỳ Kamakura
- Fuyue Anzai 安西 冬衛 (1898–1965) nhà thơ và đồng sáng lập của tạp chí Shi To Shiron ("Thơ Ca và Thi Phú")
- Arakida Moritake 荒木田守武 (1473–1549), con trai của Negi Morihide, và là một giáo sĩ Shinto; người được cho là xuất sắc trong thơ waka, thơ renga[liên kết hỏng], và đặc biệt là thơ haikai
- Ikuma Arishima, 有島生馬 bút danh (cùng với Utosei và sau đó là Jugatsutei) của Arishima Mibuma (1882–1974), tiểu thuyết gia, nhà thơ và hoạ sĩ; thành viên của nhóm văn học Shirakaba[liên kết hỏng]
- Ariwara no Narihira 在原業平 (825–880), nhà thơ waka và một nhà quý tộc; được gọi là một trong số sáu nhà thơ Waka giỏi nhất và là một trong số Ba mươi sáu ca tiên
- Asukai Gayū 飛鳥井雅有, cũng được biết đến với tên gọi "Asukai Masaari" (1241–1301), nhà quý tộc và nhà thơ thời kỳ Kamakura; có 86 bài thơ trong tuyển tập chính thức Shokukokin Wakashū

## B
- Matsuo Bashō 松尾 芭蕉 (1644–1694), nhà thơ nổi tiếng nhất thời kỳ Edo, được công nhận cho các tác phẩm của mình dưới dạng hợp tác haikai no renga; bây giờ được công nhận rộng rãi hơn như là một bậc thầy về thơ haiku
- Nozawa Bonchō 野沢 凡兆 (c. 1640 – 1714), haikai nhà thơ và học trò của Matsuo Bashō

## C
- Chiyo-ni 千代尼, hay là Kaga no Chiyo,  (1703–1775), nữ nhà thơ haiku nổi bật của thời kỳ Edo
- Chūgan Engetsu (1300–1375), nhà thơ và thiền sư Zen đạo Phật của giáo phái Lâm Tế Rinzai, người đứng đầu nhiều cơ sở thiền

## D
- Hendrik Doeff (1764–1837), người phương tây đầu tiên viết thơ haiku bằng tiếng Nhật

## E
- Eifuku-mon In 永福門院, cũng được viết là "Eifuku Mon'in", cũng được biết đến với tên gọi Saionji Shōko 西園寺しょう子, 西園寺鏱子 (1271–1342) Kamakura period nhà thơ và phối ngẫu của hoàng đế thứ 92, Fushimi; bà thuộc trường phái thơ Kyōgoku; có các bài thơ trong tuyển tập Gyokuyōshū

## F
- Sadakazu Fujii 藤井 貞和 (sinh 1942), nhà thơ Nhật Bản và học giả văn học
- Misao Fujimura 藤村操 (1886–1903), học sinh triết học và nhà thơ, phần lớn được nhớ đến bởi bài thơ mà anh khắc vào một cái cây trước khi tự sát vì một mối tình đơn phương; được báo chí Nhật Bản gây nên làn sóng giật gân cho vụ việc sau cái chết của mình
- Fujiwara no Akisue 藤原顕季 (1055–1123), nhà thơ và nhà quý tộc cuối thời Heian, thành viên của gia tộc thơ ca và quý tộc Fujiwara
- Fujiwara no Asatada 藤原朝忠 hoặc là 中納言朝忠 (911–966), nhà thơ waka và nhà quý tộc giữa thời kỳ Heian; một trong những Ba mươi sáu ca tiên; một trong các bài thơ của ông nằm trong tuyển tập Hyakunin Isshu
- Fujiwara no Atsutada 藤原敦忠, hoặc là 権中納言敦忠; cũng được biết dưới tên gọi "Hon'in Chunagon" 本院中納言 và "Biwa Chunagon" 琵琶中納言 (906–943), nhà thơ waka và nhà quý tộc giữa thời Heian; one of the Ba mươi sáu ca tiên; có một bài thơ nằm trong tuyển tập Hyakunin Isshu
- Fujiwara no Hamanari 藤原 浜成 (724–790), nhà thơ và một nhà quý tộc thời Nara; được biết đến nhiều nhất qua Kakyō Hyōshiki, tác phẩm cổ nhất còn tồn tại của phê bình thơ ca Nhật Bản, trong đó ông cố gắng áp dụng các quy tắc ngữ âm của thơ ca Trung Quốc vào thơ ca Nhật Bản; con trai của Fujiwara no Maro
- Fujiwara no Kanesuke 藤原兼輔, hay là 中納言兼輔 (877–933), nhà thơ waka và quý tộc giữa thời kỳ Heian; một trong số Ba mươi sáu ca tiên; có một bài thơ trong tuyển tập Hyakunin Isshu, một số khác trong vài tuyển tập thơ ca cung đình, bao gồm Kokin Wakashū và Gosen Wakashū
- Fujiwara no Kintō 藤原公任, cũng được biết đến với tên gọi "Shijō-dainagon" (966–1041), nhà thơ và nhà phê bình; một trong số Ba mươi sáu ca tiên; có các bài thơ trong các tuyển tập bao gồm Shūi Wakashū, Wakan rōeishū, và Shūi Wakashū
- Fujiwara no Ietaka 藤原家隆 (1158–1237), nhà thơ waka đầu thời kỳ Kamakura; có một số bài thơ trong tuyển tập Shin Kokin Wakashū; liên quan đến hôn nhân với Jakuren; học trò của Fujiwara no Shunzei
- Fujiwara no Kiyotada 藤原清正 (mất 958), nhà thơ và một trong số Ba mươi sáu ca tiên; con trai thứ hai của Fujiwara no Kanesuke; em trai của Fujiwara no Masatada
- Fujiwara no Masatada 藤原雅正 (mất 961), nhà thơ có mối quan hệ huyết thống với một số nhà thơ khác: con trai đầu lòng của Fujiwara no Kanesuke; ông nội của Murasaki Shikibu ("Quý bà Murasaki"); anh trai của Fujiwara no Kiyotada; cưới con gái của Fujiwara no Sadakata; cha của Fujiwara no Tametoki; đồng thời cũng là họ hàng của Ki no Tsurayuki
- Fujiwara no Motozane 藤原元真 (khuyết ngày tháng), một nhà thơ waka giữa thời kỳ Heian và quý tộc Nhật Bản; một trong số Ba mươi sáu ca tiên; có các bài thơ trong tuyển tập cung đình, bao gồm cả Shin Kokin Wakashū
- Fujiwara no Nakafumi 藤原仲文. hay còn gọi "Nakafun" (923–992) nhà thơ waka và nhà quý tộc giữa thời kỳ Heian; một trong số Ba mươi sáu ca tiên; có những bài thơ trong một số tuyển tập hoàng gia, bao gồm Chokusen Wakashū
- Fujiwara no Nagayoshi 藤原長能, cũng được biết đến dưới tên gọi "Fujiwara no Nagatō" (949 – khuyết năm mất), nhà thơ và quan lại triều đình thời Heian; một trong số Ba mươi sáu ca tiên; đã dạy về thơ waka cho nhà thơ Nōin
- Fujiwara no Okikaze  藤原興風 (khuyết ngày tháng), nhà thơ waka và nhà quý tộc giữa thời kỳ Heian; một trong số Ba mươi sáu ca tiên; có một bài thơ trong tuyển tập Hyakunin Isshu và một vài tuyển tập thơ ca cung đình, bao gồm Kokin Wakashū
- Fujiwara no Sadakata 藤原定方, cũng được biết đến với tên gọi "Sanjō Udaijin" 三条右大臣 (873–932), cha của nhà thơ Asatada, anh họ và bố vợ của Kanesuke; có một bài thơ trong tuyển tập Hyakunin Isshu
- Fujiwara no Takamitsu 藤原高光 (khoảng 939–994), nhà thơ waka và nhà quý tộc giữa thời kỳ Heian; một trong số Ba mươi sáu ca tiên; có những bài thơ trong tuyển tập thơ cung đình, bắt đầu bằng Gosen Wakashū
- Fujiwara no Tameie 藤原為家 (1198–1275), nhân vật trung tâm trong một nhóm các nhà thơ sau  chiến tranh Jōkyū năm 1221; người con trai thứ hai của các nhà thơ Teika và Abutuni
- Fujiwara no Tametoki 藤原為時 (mất 1029?), nhà thơ, quan chức nhỏ và thống đốc của các tỉnh khác nhau, học giả về văn học Trung Quốc và là cha của Murasaki Shikibu ("Quý cô Murasaki")
- Fujiwara no Toshiyuki  藤原敏行, cũng như "Fujiwara Toshiyuki no Ason" 藤原敏行朝亜 (khuyết ngày sinh, mất năm 901 hoặc 907), nhà quý tộc và nhà thơ waka giữa thời kỳ Heian; một trong số Ba mươi sáu ca tiên; có một bài thơ trong tuyển tập Hyakunin Isshu các bài thơ trong một số tuyển tập thơ cung đình, bao gồm Kokin Wakashū và Gosen Wakashū
- Fujiwara no Shunzei 藤原俊成, cũng được biết đến với tên gọi "Fujiwara no Toshinari", "Shakua" 釈阿, "Akihiro" 顕広 (1114–1204), nhà thơ và nhà quý tộc, được chú ý vì những đổi mới của ông trong thể thơ waka và việc biên soạn Senzai Wakashū ("Tuyển Tập Nghìn Năm"), tuyển tập cung đình thứ bảy của thơ ca waka; cha của Fujiwara no Teika; con của Fujiwara no Toshitada
- Fujiwara no Teika 藤原定家, cũng được biết đến với tên gọi "Fujiwara no Sadaie" hoặc "Sada-ie" (1162–1242), nhà thơ waka được tôn kính rộng rãi cuối thời kỳ Heian, đầu thời kỳ Kamakura và (trong nhiều thế kỷ) là một nhà phê bình cực kỳ có ảnh hưởng; cũng là một người ghi chép, học giả và nhà tuyển tập có ảnh hưởng rộng rãi; Câu chuyện của Matsura thường được cho là của ông; con trai của Fujiwara no Shunzei; có liên hệ với Jakuren
- Fumiko Nakajō 中城ふみ子, bút danh của Noe Fumiko 野江富美子 (1922–1954), nhà thơ tanka tạ thế năm 32 tuổi sau một cuộc đời sóng gió và chống chọi với căn bệnh ung thư vú, như được ghi lại trong thơ của bà
- Yoshihiko Funazaki 舟崎 克彦 (sinh 1945), tiểu thuyết gia, nhà thơ, họa sĩ minh họa, tác giả truyện tranh manga, nhạc sĩ và nhà hàn lâm

## G
- Robin D. Gill (1951–), nhà Nhật Bản học người Mỹ, người sử dụng haigō Keigu (敬愚)
- Emperor Go-Toba, 後鳥羽天皇, cũng được biết đến với tên gọi 山科僧正 (1180–1239)
- Gyōi 行意 (1177–1217?), nhà thơ và tu sĩ Phật giáo cuối thời Heian đầu thời Kamakura; một trong số Tân ba mưới sáu ca tiên; con trai của Fujiwara no Motofusa

## H
- Hagiwara Hiromichi 萩原広道 (1815–1863), học giả văn học cuối thời kỳ Edo, nhà bác ngữ học, và nhà nghiên cứu địa phương (Kokugaku) đồng thời là một tác giả, dịch giả và nhà thơ; được biết đến với bài bình luận và phân tích văn học của ông về Truyện kể Genji
- Sakutarō Hagiwara 萩原 朔太郎 (1886–1942), nhà phê bình văn học và nhà thơ tự do thời kỳ Đại Chính và đầu thời kỳ Chiêu Hoà được gọi là "cha đẻ của thơ ca thông tục hiện đại ở Nhật Bản"
- Hanabusa Itchō 英一蝶 (1652–1724), hoạ sĩ, nhà thư pháp, và nhà thơ haiku
- Fumiko Hayashi 林 芙美子 (1903 hoặc 1904 (các nguồn tư liệu không chấp thuận) – 1951), nữ tiểu thuyết gia, nhà văn và nhà thơ
- Lafcadio Hearn cũng được biết đến với tên gọi Koizumi Yakumo 小泉八雲 (1850 – 1904)
- Hinatsu Kōnosuke 日夏耿之介, một bút danh của Higuchi Kunito (1890–1971), nhà thơ, biên tập viên và học giả nổi tiếng với thơ ca lãng mạn và gothic mô phỏng theo văn học Anh; nhiệt thành sùng kính Công giáo La Mã, đồng sáng lập, với Horiguchi Daigaku và Saijo Yaso của tạp san Shijin ("Thi nhân")
- Hiraide Shū 平出修 (1878–1914), tiểu thuyết gia, nhà thơ, và luật sư cuối thời Minh Trị; bị cáo đại diện trong một vụ phản quốc Taigyaku Jiken (Đại Nghịch Sự Kiện; 大逆事件); đồng sáng lập tạp chí văn học Subaru
- Hirato Renkichi 平戸 廉吉 (1893–1922), Nhà thơ tiên phong avant-garde thời Đại Chính
- Kakinomoto no Hitomaro 柿本 人麻呂 (c. 662–710), nhà thơ, nhà quý tộc và quan chức chính phủ cuối thời kỳ Asuka; nhà thơ tiêu biểu nhất trong tuyển tập Man'yōshū
- Hori Tatsuo 堀 辰雄 (1904–1953), nhà văn, nhà thơ và dịch giả thời kỳ Chiêu Hoà
- Horiguchi Daigaku 堀口 大学 1892–1981), Taishō and Shōwa period nhà thơ và dịch giả văn học Pháp; một thành viên của Shinshisha ("Hội thơ mới"); tháp tùng cha trong các chuyến công du nước ngoài
- Tatsuko Hoshino 星野立子 (1903–1984), Nữ thi sĩ và nhà văn du ký thời kỳ Chiêu Hoà; đã sáng lập Tamamo, một tạp chí haiku dành riêng cho phụ nữ; bà có mặt trong nhóm văn học Hototogisu; người chọn lựa thơ haiku cho tờ nhật báo Asahi Shimbun; đã đóng góp thơ haiku cho nhiều tờ báo và tạp chí khác nhau
- Hoshino Tenchi 星野天知 (1862–1950), Nhà thơ và võ sư thời Minh Trị; đồng sáng lập tạp chí văn học Bungakukai; Trưởng sư thứ 8 và là sư đồ của trường võ thuật Yagyu Shinkage-ryu
- Hosokawa Fujitaka 細川藤孝, cũng được biết đến với tên gọi Hosokawa Yūsai 細川幽斎 (1534–1610), một lãnh chúa phong kiến thời kỳ Chiến Quốc, là thuộc hạ nổi bật của các shōgun Ashikaga cuối cùng; cha của Hosokawa Tadaoki, một vị tướng cấp cao của gia tộc Oda; sau Sự kiện năm 1582 tại Honnō-ji, ông theo đạo Phật và đổi tên thành "Yūsai"; nhưng ông vẫn là một lực lượng tích cực trong chính trị, dưới thời Shōgun Toyotomi Hideyoshi và Tokugawa Ieyasu

## I
- Dakotsu Iida 飯田 蛇笏, thường được nhắc tới là "Dakotsu", các bút danh của Takeji Iida 飯田 武治 (1885–1962), nhà thơ haiku; được đào tạo dưới sự huấn thị của Takahama Kyoshi
- Ikezawa Natsuki 池澤夏樹 (sinh 1945), tiểu thuyết gia, nhà tiểu luận, dịch giả và nhà thơ, người đã dừng xuất bản thơ ca năm 1982
- Ikkyū 休宗純, Ikkyū Sōjun (1394–1481), ông có tính cách lập dị, mang tính biểu tượng, thiền sư Phật giáo phái Lâm Tế tông, nhà thơ thổi sáo hành khất, người đã ảnh hưởng đến nghệ thuật và văn học Nhật Bản thông qua việc truyền tải các quan điểm và lý tưởng của Thiền tông; một trong những người phát kiến ra trà đạo trang trọng của Nhật Bản; nổi tiếng với trẻ em Nhật qua nhiều truyện kể khác nhau và là chủ đề của một chương trình truyền hình nổi tiếng dành cho trẻ em Nhật; hình tượng của ông được dựng thành một nhân vật trong anime giả tưởng
- Inoue Kenkabō 井上剣花坊, bút danh của Inoue Koichi (1870–1934),  late Meiji, Taishō and early Shōwa period journalist and writer of senryū (short, humorous verse)
- Lady Ise 伊勢 or Ise no miyasudokoro 伊勢の御息所 (khoảng 875 – khoảng 938), nhà thơ waka và nhà quý tộc trong cung đình Hoàng gia; cháu của nhà thơ waka Ōnakatomi no Yoshinobu; born the Fujiwara no Tsugikage of Ise; lover of the Prince Atsuyoshi; a concubine to Emperor Uda; her son by him was Prince Yuki-Akari; has many poems in the Kokin Wakashū anthology
- Ishigaki Rin 石垣りん (1920–2004), nhà thơ, nhân viên Ngân hàng Công nghiệp Nhật Bản, đôi khi được gọi là "nhà thơ giao dịch ngân hàng"
- Jun Ishikawa 石川淳, bút danh của Ishikawa Kiyoshi, Ishikawa (1899–1987), tác giả, dịch giả và nhà phê bình văn học hiện đại thời kỳ Chiêu Hoà
- Ishikawa Takuboku xem Takuboku Ishikawa
- Ishizuka Tomoji 石塚友二 chữ kanji (chữ viết Nhật Bản) là một bút danh của Ishizuka Tomoji, được viết bằng chữ Hán khác nhau 石塚友次, nhưng về mặt ý nghĩa không có sự khác biệt (1906–1984), Nhà thơ và tiểu thuyết gia haiku thời Chiêu Hoà
- Kobayashi Issa 小林一茶 (1763–1828), nhà thơ và tu sĩ Phật giáo nổi tiếng với thơ haiku và haibun; được coi là một trong bốn bậc thầy haiku ở Nhật Bản, cùng với Bashō, Buson và Shiki
- Itō Sachio 伊藤佐千夫, bút danh của Itō Kojirō (1864–1913), nhà thơ tanka và tiểu thuyết gia thời kỳ Minh Trị
- Izumi Shikibu 和泉式部  biệt danh là "Quý cô bay bướm" 浮かれ女 cho những mối tình quan hệ đằm thắm của bà (sinh khoảng 976 – khuyết năm mất, đâu đó sau 1033), tiểu thuyết gia và nữ quý tộc, nhà thơ giữa thời Heian; một trong số Ba mươi sáu ca tiên; được biết đến với một chuỗi các mối tình tại cung đình; bạn thân của Akazome Emon, đối thủ của Quý cô Murasaki, và mẹ của nhà thơ Koshikibu no Naishi; thơ văn được Fujiwara no Kintō ca ngợi

## J
- Jakuren 寂蓮, cũng được biết đến với tên gọi "Fujiwara no Sadanaga" 藤原定長 trước khi trở thành một nhà sư (1139–1202), ban đầu được Fujiwara no Shunzei nhận nuôi, nhưng sau đó từ bỏ tư cách là người thừa kế của Shunzei và trở thành một tu sĩ Phật giáo; theo kiểu mẫu của Saigyō, vãn du qua khắp đất nước và làm thơ; thường được liên hệ với Fujiwara no Teika; một trong sáu người biên soạn tuyển tập thơ waka hoàng gia cung đình thứ tám, Shin Kokin Wakashū, gồm 36 bài thơ của ông; nhận nuôi Fujiwara no Ietaka, một đồ đệ của Shunzei; có một bài thơ trong tuyển tập Hyakunin Isshu
- Jakushitsu Genkō 寂室元光 (1290–1367), bậc thầy về thiền Lâm Tế Tông, nhà thơ, người thổi sáo, và tu viện trưởng đầu tiên của Eigen-ji, được xây dựng chỉ dành riêng cho ông để dạy Zen
- Jien 慈円 (1155–1225) nhà thơ, nhà sử học, và nhà sư Phật giáo
- Jinzai Kiyoshi 神西清 (1903–1957) tiểu thuyết gia, dịch giả, nhà phê bình văn học, nhà thơ và nhà viết kịch thời kỳ Shōwa
- Empress Jitō 持統天皇 (645–703; 702 theo lịch âm được sử dụng ở Nhật Bản cho đến 1873), nhà cai trị thứ 41, hoàng hậu thứ tư và một nhà thơ

## K
- Kada no Azumamaro 荷田春満 (1669–1736), nhà thơ đầu thời kỳ Edo, nhà bác ngữ học và giáo viên cũng như gia sư thơ ca cho một trong những người con trai của Hoàng đế Reigen; cùng với Keichū, đồng sáng lập của phong trào trí tuệ kokugaku ("nghiên cứu quốc gia")
- Kaga no Chiyo xem Chiyo-ni
- Kambara Ariake 蒲原有明 bút danh của Kambara Hayao (1876–1952), Nhà thơ và tiểu thuyết gia thời Đại Chính và Chiêu Hoà
- Kamo no Chōmei 鴨長明 (1155–1216), tác giả, nhà thơ waka và nhà tiểu luận
- Kamo no Mabuchi 賀茂真淵 (1697–1769), nhà thơ và nhà bác ngữ học thời kỳ Đeo
- Kamo no Yasunori no musume (cuối thế kỷ thứ 10), con gái của Kamo no Yasunori, tên riêng không rõ; nhà thơ thời Heian
- Lady Kasa 笠女郎 (hưng thịnh đầu thế kỷ thứ 8) nhà thơ waka
- Jun Kawada 川田 順 (1882–1966, nhà thơ tanka và doanh nhân thời kỳ Chiêu Hoà
- Ryuko Kawaji 川路柳虹, bút danh của Kawaki Makoto (1888–1959), nhà thơ và nhà phê bình văn học thời kỳ Chiêu Hoà
- Kikuko Kawakami 川上 喜久子 (1904–1985), nữ tiểu thuyết gia, nhà văn viết truyện ngắn và nhà thơ thời kỳ Chiêu Hoà
- Ki no Tokibumi 紀時文 (922–996), một trong số Lê hồ Ngũ Nhân
- Ki no Tomonori 紀友則 (khoảng 850 – khoảng 904), nhà thơ waka của triều đình đầu thời kỳ Heian, một trong số Ba mươi sáu ca tiên; một trong số bốn nhà biên soạn của bộ tuyển tập Kokin Wakashū
- Ki no Tsurayuki 紀貫之 (872–945) nhà thơ waka thời kỳ Heian, quan chức chính phủ và cận thần; con trai của Ki no Mochiyuki; một trong bốn biên soạn viên của tuyển tập Kokin Wakashū; tỉnh trưởng của tỉnh Tosa (930–935) và sau này có thể là thống đốc của tỉnh Suō
- Takarai Kikaku 宝井其角, cũng được biết đến với tên gọi "Enomoto Kikaku" (1661–1707), nhà thơ haikai và đồ đệ của Matsuo Bashō
- Kyōsuke Kindaichi 金田一 京助 (1882–1971), nhà ngôn ngữ học và nhà thơ; con trai ông là nhà ngôn ngữ học Haruhiko Kindaichi
- Kinoshita Rigen 木下利玄, bút danh của Kinoshita Toshiharu (1886–1925), nhà thơ tanka thời kỳ Đại Chính và Minh Trị
- Kisen 喜撰 cũng được biết đến với tên gọi "Kisen Hōshi" 喜撰法師 (hưng thịnh đầu thế kỷ thứ 9), nhà sư Phật giáo và nhà thơ đầu thời kỳ Heian
- Kishi Joō 徽子女王, hay còn gọi là Yoshiko Joō 承香殿女御 Jokyōden Joō hoặc 斎宮女御 Saigū no Nyōgo (929–985), nhà thơ waka giữa thời kỳ Heian
- Yaho Kitabatake 北畠 八穂 (1903–1982), nhà thơ và nhà văn tiểu thuyết giả tưởng thiếu nhi thời kỳ Chiêu Hoà
- Fuyuhiko Kitagawa 北川冬彦 (1900–1990), nhà thơ hiện đại và nhà phê bình phim
- Hakushū Kitahara 北原 白秋, bút danh của Kitahara Ryūkichi 北原 隆吉 (1885–1942), nhà thơ tanka thời kỳ Đại Chính và Chiêu Hoà
- Kitamura Tokoku 北村透谷, bút danh của Kitamura Montarō (1868–1894) nhà thơ, nhà tiểu luận cuối thời Minh Trị và là người sáng lập phong trào văn học lãng mạn Nhật Bản hiện đại
- Takeshi Kitano 北野 武 (sinh 1947), nhà làm phim, biên tập phim, biên kịch, diễn viên hài, diễn viên, tác giả, nhà thơ và họa sĩ
- Kiyohara no Motosuke, 清原元輔 (908–990), một trong số Lê hồ Ngũ Nhân
- Kobayashi Issa xem Issa
- Kodai no Kimi 小大君, hay còn gọi "Ōkimi" (khuyết ngày tháng), nhà thơ Waka và quý tộc giữa thời kỳ Heian; một trong năm phụ nữ trong số Ba mươi sáu ca tiên; có nhiều bài thơ trong tuyển tập thơ cung đình
- Yakumo Koizumi 小泉八雲 xem Lafcadio Hearn
- Mantarō Kubota 久保田万太郎 (1889–1963), tác giả, nhà viết kịch và nhà thơ
- Kūkai 空海, còn được biết đến sau khi tạ thế bằng danh xưng "Kōbō-Daishi" 弘法大師 (774–835), nhà sư, học giả, nhà thơ,và nhà nghệ sĩ đã thành lập nên Shingon hoặc "Chân Ngôn Tông" của Phật giáo,những người theo trường phái đó thường gọi ông bằng danh hiệu kính trọng "Odaishisama" お大師様
- Masao Kume 久米正雄 (1891–1952), nhà viết kịch, tiểu thuyết gia và nhà thơ haiku cuối thời Đại Chính và đầu thời Chiêu Hoà (dưới bút danh Santei)
- Kunikida Doppo 國木田 獨歩 (1871–1908), Nhà thơ lãng mạn thời Minh Trị và là một trong những tiểu thuyết gia tiên phong trong chủ nghĩa tự nhiên ở Nhật Bản
- Sadako Kurihara 栗原貞子 (1913–2005), nhà thơ đã sống sót vụ diệt chủng bom nguyên tử Hiroshima tại đó và đã trở nên nổi tiếng bởi những bài thơ của bà về thành phố
- Kyoshi Takahama 高浜 虚子, bút danh của Kiyoshi Takahama (1874–1959), Nhà thơ thời Chiêu Hòa; đệ tử thân cận của Masaoka Shiki

## M
- Manko 万乎| (khuyết năm sinh – 1724) nhà thơ và thương gia giàu có giữa thời kỳ Edo; người học việc của Matsuo Bashō
- Sami Mansei 沙弥満誓 ("chú tập sự Mansei"), tên thế tục là Kasa no Ason Maro (hưng thịnh khoảng 720), tu sĩ Phật giáo và nhà thơ; một thành viên trong giới văn học của Ōtomo no Tabito; có các bài thơ trong tuyển tập Man'yōshū
- Kaoru Maruyama 丸山 薫 (1899–1974)
- Masamune Atsuo 正宗敦夫 (1881–1958), nhà thơ và nhà hàn lâm
- Masaoka Shiki xem Shiki
- Matsudaira Katamori 松平容保 (1836–1893), samurai và nhà thơ trong những ngày cuối cùng của thời kỳ Edo và từ đầu đến giữa thời Minh Trị
- Matsudaira Teru 松平照 còn gọi là "Teruhime" 照姫, dịch theo nghĩa đen là "Công chúa Teru" (1832–1884), quý tộc cuối thời Edo và đầu thời Minh Trị và nhà thơ waka lão luyện, người đã thị huấn Matsudaira Katamori về thơ ca và thư pháp
- Takashi Matsumoto 松本たかし(1906–1956), nhà thơ haiku chuyên nghiệp thời kỳ Chiêu Hoà trong nhóm thơ haiku Shippo-kai, sau đó, bắt đầu từ năm 1929, trong nhóm Hototogisu cũng bao gồm Kawabata Bosha; thành lập một tạp chí văn học, Fue ("Sáo") vào năm 1946
- Matsuo Bashō xem Bashō
- Mibu no Tadami 壬生忠見 (khuyết ngày tháng), nhà thơ waka và nhà quý tộc giữa thời kỳ Heian; một trong số Ba mươi sáu ca tiên; con trai của nhà thơ Mibu no Tadamine
- Mibu no Tadamine 壬生忠岑 (hoạt động 898–920), nhà thơ waka đầu thời kỳ Heian của triều đình; một trong số Ba mươi sáu ca tiên; father of Mibu no Tadami
- Michio Mado (1909–2014), nhà thơ từng làm việc cho Văn phòng Toàn quyền Đài Loan
- Taku Miki 三木卓 bút danh của Tomita Miki (sinh 1935), Nhà thơ và tiểu thuyết gia thời Chiêu Hoà trong giới thơ ca Han ("Ngập lụt")
- Minakami Takitarō 水上滝太郎 bút danh của Abe Shōzō (1887–1940), Nhà thơ, tiểu thuyết gia, nhà phê bình văn học và nhà tiểu luận thời Chiêu Hoà
- Minamoto no Kintada 源公忠, hoặc 源公忠朝臣 (889–948), nhà thơ waka và nhà quý tộc giữa thời kỳ Heian; một trong số Ba mươi sáu ca tiên, cùng với con trai của mình Minamoto no Saneakira; một quan chức trong ngân khố hoàng gia; có những bài thơ trong tuyển tập thơ cung đình, bắt đầu với tuyển tập Goshūi Wakashū
- Minamoto no Muneyuki 源宗于, hoặc Minamoto no Muneyuki Ason 源宗于朝臣 (mất 983), nhà thơ waka đầu thời kỳ Heian và nhà quý tộc; một trong số Ba mươi sáu ca tiên;  có một bài thơ trong tuyển tập Hyakunin Isshu
- Minamoto no Saneakira 源信明 (910–970), nhà thơ waka giữa thời kỳ Heian và một nhà quý tộc; ông cùng cha của mình, Minamoto no Kintada, là hai trong số Ba mươi sáu ca tiên; những bài thơ của ông nằm trong tuyển tập thơ cung đình từ Goshūi Wakashū trở đi
- Minamoto no Shigeyuki 源重之 (mất 1000), nhà thơ waka đầu thời kỳ Heian và một nhà quý tộc; một trong số Ba mươi sáu ca tiên; có một bài thơ nằm trong tuyển tập Hyakunin Isshu
- Minamoto no Shitagō 源順 (911–983), nhà thơ waka, học giả và nhà quý tộc ; một trong số Lê hồ Ngũ Nhân và Ba mươi sáu ca tiên; tác giả của tuyển tập thơ ca Minamoto no Shitagōshū; một số học giả cho rằng ông cũng đã viết Taketori Monogatari; nhà biên tập nguyên bản của Wamyō Ruijushō, từ điển tiếng Nhật còn tồn tại đầu tiên được tổ chức theo các tiêu đề ngữ nghĩa
- Minamoto no Shunrai, hoặc là "Minamoto Toshiyori", (khoảng 1057–1129) là nhà thơ đã biên soạn tuyển tập Gosen Wakashū; được chuyển giao để biên soạn Goshūi Wakashū. Bài bút chiến đầy giận dữ của Shunrai, "Những sai sót trong Goshūishū", rõ ràng đã khiến Hoàng đế Shirakawa chỉ định ông biên soạn tuyển tập hoàng gia Kin'yō Wakashū, việc mà bản thân nó đã gây tranh cãi
- Minamoto Toshiyori, xem Minamoto no Shunrai
- Minamoto no Yorimasa 源頼政 (1106–1180) nhà thơ, quan chức chính phủ và chiến binh; những bài thơ của ông xuất hiện trong nhiều tuyển tập
- Yukio Mishima 三島 由紀夫, bút danh của Kimitake Hiraoka 平岡 公威 (1925–1970), tác giả, nhà thơ và nhà viết kịch
- Kenji Miyazawa 宮沢 賢治 (1896–1933), nhà thơ và tác giả văn học thiếu nhi đầu thời kỳ Chiêu Hoà
- Tatsuji Miyoshi 三好達治 1900–1964), Nhà phê bình văn học, biên tập viên và nhà thơ thời Chiêu Hoà
- Mizuta Masahide thế kỷ thứ 17, nhà thơ và một samurai thời kỳ Edo, người đã học tập dưới sự huấn thị của Basho
- Mori Ōgai 森 鷗外 / 森 鴎外 (1862–1922) bác sĩ, dịch giả, tiểu thuyết gia và nhà thơ
- Motoori Norinaga 本居宣長 (1730–1801) học giả của Kokugaku thời kỳ Edo, bác sĩ và nhà thơ
- Munenaga 宗良 親王 (1311 – khoảng 1385) hoàng tử hoàng gia của thời kỳ Nam–Bắc triều (Nhật Bản) (con trai thứ tám của Thiên hoàng Godaigo) và nhà thơ của trường phái thơ ca Nijō, người được biết đến qua việc biên soạn tuyển tập thơ Shin'yō Wakashū
- Murasaki Shikibu 紫 式 部, không phải tên thật của bà, thậm chí tên thật cũng khuyết danh; thông thường được gọi là "Quý bà Murasaki" (khoảng 973 – khoảng 1014 hoặc 1025), tiểu thuyết gia thời Heian, người đã sáng tác The Tale of Genji, nhà thơ và là một người hầu danh dự của triều đình
- Saneatsu Mushanokōji 武者小路 実篤 實篤, đôi khi được biết tới là "Mushakōji Saneatsu"; các bút danh khác bao gồm "Musha" và "Futo-o" (1885–1976), tiểu thuyết gia, nhà viết kịch, nhà thơ, nghệ sĩ và triết gia cuối thời kỳ Đại Chính và thời kỳ Chiêu Hoà

## N
- Nagai Tatsuo 永井龍男, đã sử dụng bút danh của "Tomonkyo" cho bài thơ của ông (1904–1990), tiểu thuyết gia, nhà văn viết truyện ngắn, nhà thơ haiku, biên tập viên và nhà báo thời Chiêu Hoà
- Hideo Nagata 長田秀雄 (1885–1949), nhà thơ, nhà viết kịch và biên kịch thời kỳ Chiêu Hoà
- Nagata Mikihiko 長田幹彦 (1887–1964), nhà thơ, nhà viết kịch và biên kịch thời kỳ Chiêu Hoà
- Takashi Nagatsuka 長塚 節 (1879–1915), nhà thơ và tiểu thuyết gia
- Naitō Jōsō (1662–1704), nhà thơ haiku thời kỳ Genroku, đệ tử chính của Bashō
- Fujiwara no Nakafumi tên họ: Fujiwara, xem phần mục "F"
- Chūya Nakahara 中原 中也 (1907–1937), nhà thơ đầu thời kỳ Chiêu Hoà
- Nakatsukasa 中務 (912–991), poet nhà thơ waka giữa thời kỳ Heian
- Nanao Sakaki (1923–2008), nhà thơ và nhân cách hàng đầu của "Bộ lạc", một nhóm phản văn hóa
- Natsume Sōseki 夏目 漱石 (thường được nhắc tới là "Sōseki"), bút danh của Natsume Kinnosuke 夏目金之助 (1867–1916), tiểu thuyết gia, nhà thơ haiku, nhà sáng tác thơ ca phong cách Trung Hoa thời kỳ Minh Trị, nhà văn truyện cổ tích và một học giả văn học Anh; từ 1984–2004, chân dung của ông có ở trên tờ 1000 yên
- Nishiwaki Junzaburo 西脇順三郎 (1894–1982), nhà thơ và nhà phê bình văn học thời kỳ Chiêu Hoà
- Nishiyama Sōin xem Sōin
- Yone Noguchi 野口米次郎 (1875–1947), nhà thơ, nhà văn tiểu thuyết giả tưởng, nhà tiểu luận và nhà phê bình văn học bằng cả tiếng Anh và tiếng Nhật; cha của nhà điêu khắc Isamu Noguchi
- Nozawa Bonchō xem Bonchō
- Công chúa Nukata 額田王 cũng được biết đến với tên gọi Công chúa Nukada (khoảng 630–690), nhà thơ thời kỳ Asuka
- Nōin 能因, lay name: Tachibana no Nagayasu 橘永愷 (988 – khoảng 1051), nhà thơ và nhà sư cuối thời Heian; một trong số Ba mươi sáu ca tiên

## O
- Ogiwara Seisensui 荻原井泉水, bút danh của Ogiwara Tōkichi (1884–1976), nhà thơ haiku vào thời kỳ Taishō và thời kỳ Shōwa
- Okamoto Kanoko 岡本かの子, bút danh của Ohnuki Kano (1889–1939) nhà văn, nhà thơ tanka, và học giả Phật giáo vào thời Đại Chính và đầu thời Chiêu Hoà; mẹ của nghệ sĩ Tarō Okamoto
- Ōnakatomi no Yorimoto 大中臣頼基 (c. 886–958), nhà thơ waka và nhà quý tộc giữa thời kỳ Heian; một trong số Ba mươi sáu ca tiên
- Ōnakatomi no Yoshinobu, 大中臣能宣 (921–991) một trong số Lê hồ Ngũ Nhân
- Ono no Komachi 小野 小町 hoặc おののこまち (c. 825 – c. 900), nhà thơ waka đầu thời kỳ Heian, một trong những Rokkasen — the Six best Waka poets; một trong số Ba mươi sáu ca tiên; được chú ý là có vẻ đẹp hiếm có và trở thành một biểu tượng của người phụ nữ xinh đẹp ở Nhật Bản
- Saishū Onoe 尾上柴舟 (1876–1957), nhà thơ tanka và nhà thư hoạ
- Makoto Ōoka 大岡信 (1931–2017), nhà thơ và nhà phê bình văn học
- Shinobu Orikuchi 折口 信夫, cũng được biết đến với tên gọi Chōkū Shaku 釋 迢空 (1887–1953), nhà dân tộc học, nhà ngôn ngữ học, nhà dân gian học, tiểu thuyết gia và nhà thơ; một đồ đệ của Kunio Yanagita, ông đã thành lập một lĩnh vực học thuật mang tên "Orikuchiism" (折口学 Orikuchigaku?), sự pha trộn giữa văn hóa dân gian Nhật Bản, kinh điển Nhật Bản và tôn giáo Thần Đạo
- Ōshikōchi no Mitsune 凡河内躬恒 (898–922), người quản lý và nhà thơ waka đầu thời kỳ Heian của triều đình; một trong số Ba mươi sáu ca tiên
- Ōta Dōkan 太田道灌 (1432–1486), cũng được biết đến với tên gọi "Ōta Sukenaga" (太田資長 hoặc "Ōta Dōkan Sukenaga"[1] chiến binh samurai-nhà thơ, nhà chiến thuật quân sự và nhà sư cửa Phật; được cho là một nhà thơ tài ba, nhưng chỉ có những đoạn văn bản được cho là của ông còn tồn tại
- Ōta Nanpo 大田南畝, bút danh được sử dụng nhiều nhất của Ōta Tan, có những bút danh khác bao gồm Yomo no Akara, Yomo Sanjin, Kyōkaen, và Shokusanjin 蜀山人 (1749–1823), nhà thơ và nhà văn hư cấu Nhật Bản cuối thời Edo
- Mizuho Ōta 太田水穂 bút danh của "Teiichi Ōta" 太田 貞, ông thỉnh thoảng cũng sử dụng một bút danh khác, "Mizuhonoya" (1876–1955), nhà thơ và học giả văn học thời kỳ Chiêu Hoà
- Ōtagaki Rengetsu 太田垣蓮月 (1791–1875), nữ tu sĩ Phật giáo, được xem là một trong những nhà thơ Nhật Bản vĩ đại nhất của thế kỷ 19; thợ gốm, họa sĩ và chuyên gia thư pháp
- Ōtomo no Kuronushi 大友黒主, nhà thơ, một trong những Rokkasen, the "Sáu thiên tài thơ ca"; được coi là một trong những bậc thầy vĩ đại nhất của thơ waka
- Ōtomo no Sakanoue no Iratsume (khoảng 700–750), nữ nhà thơ đầu thời kỳ Nara; thành viên của gia tộc Ōtomo danh tiếng; có 79 bài thơ trong tuyển tập Man'yōshū
- Ōtomo no Tabito 大伴旅人 (khoảng 662–731) nhà thơ được biết đến nhiều nhất là cha đẻ của Ōtomo no Yakamochi; cả hai đều góp phần biên soạn tuyển tập Man'yōshū; thành viên của gia tộc Ōtomo danh tiếng; từng là toàn quyền của Dazaifu, viện kiểm sát quân sự phía bắc Kyūshū, từ 728-730
- Ōtomo no Yakamochi 大伴家持 (khoảng 718–785), chính khách và nhà thơ waka thời kỳ Nara; một trong số Ba mươi sáu ca tiên; thành viên của gia tộc Ōtomo danh tiếng; con trai của Ōtomo no Tabito, anh trai của Ōtomo no Kakimochi, cháu của Ōtomo no Sakanoue no Iratsume
- Ozaki Hōsai 尾崎 放哉 bút danh của Ozaki Hideo (1885–1926), nhà thơ cuối thời kỳ Minh Trị và Đại Chính
- Ozaki Kihachi 尾崎喜八 (1892–1974), Nhà thơ thời Chiêu Hoà
- Ozaki Kōyō 尾崎 紅葉, bút danh của Ozaki Tokutaro 尾崎 徳太郎 (1868–1903), tiểu thuyết gia, nhà tiểu luận và nhà thơ haiku

## R
- Ryōkan 良寛 (1758–1831), nhà thơ waka và nhà thư pháp, nhà sư Phật giáo, ẩn sĩ

## S
- Saigyō Hōshi 西行法師 bút danh của Satō Norikiyo 佐藤義清, người đã lấy tên tôn giáo En'i 円位 (1118–1190), nhà thơ waka cuối thời kỳ Heian đầu thời kỳ Kamakura, từng làm cận vệ cho Hoàng đế Toba đã nghỉ hưu, sau đó trở thành một tu sĩ Phật giáo ở tuổi 22
- Mokichi Saitō (1882–1953), Nhà thơ thời kỳ Đại Chính của trường phái Araragi, và một bác sĩ tâm lý; cha của tiểu thuyết gia Kita Morio
- Sakae Tsuboi 壺井栄 (1899–1967), tiểu thuyết gia và nhà thơ
- Sakanoue no Korenori 坂上是則 (hưng thịnh thế kỷ thứ 9), nhà thơ waka đầu thời kỳ Heian; một trong số Ba mươi sáu ca tiên; có một bài thơ trong tuyển tập Hyakunin Isshu
- Sakanoue no Mochiki, 坂上望城, (khuyết ngày tháng) một trong số Lê hồ Ngũ Nhân
- Santō Kyōden 山東京伝, bút danh của Samuru Iwase 岩瀬醒, còn được biết tới một cách phổ biến là "Kyōya Denzō" 京屋伝蔵 (1761–1816), nhà thơ, nhà văn và nghệ sĩ thời kỳ Edo; anh em với Santō Kyōzan
- Taneda Santōka 種田 山頭火 bút danh của Taneda Shōichi 種田 正一 (1882–1940), tác giả và nhà thơ haiku thể tự do
- Sarumaru no Taifu (hưng thịnh vào thế kỷ thứ 9) 猿丸大夫, cũng được biết tới như "Sarumaru no Dayū", nhà thơ waka đầu thời kỳ Heian; một trong số Ba mươi sáu ca tiên; không có lịch sử hoặc truyền thuyết chi tiết về ông tồn tại, và có thể là ông chưa bao giờ tồn tại; một số người tin rằng ông là Hoàng tử Yamashiro no Ōe
- Mikirō Sasaki 佐々木幹郎, cũng được biết tới như "Mikio Sasaki", (sinh 1947), nhà thơ và nhà văn du lịch
- Sasaki Nobutsuna 佐佐木信綱 (1872–1963), Nhà thơ tanka thời Chiêu Hoà và học giả của thời Nara và Heian
- Satomura Shōkyū 里村昌休 (1510–1552), bậc thầy hàng đầu của dòng thơ liền vần renga sau lần tạ thế của Tani Sobuko vào năm 1545
- Sei Shōnagon 清少納言  (khoảng 966–1017), tác giả giữa thời kỳ Heian, nhà thơ và cung nữ phục vụ Hoàng hậu Teishi/hoàng hậu Sadako; được biết đến nhiều nhất với tư cách là tác giả của Truyện Gối đầu
- Semimaru 蝉丸, cũng được biết đến với tên gọi "Semimaro" (hưng thịnh thế kỷ thứ 9), nhà thơ và nhạc sĩ đầu thời kỳ Heian; một số dẫn chứng nói rằng ông là con trai của Uda Tennō, Hoàng tử Atsumi, hoặc rằng ông là con trai thứ tư của Daigo Tennō; một số khác lại tuyên bố là ông sống trong thời trị vì của Ninmyō Tennō
- Senge Motomaro 千家元麿 (1888–1948), nhà thơ thời kỳ Chiêu Hoà và Đại Chính
- Sesson Yūbai 雪村友梅 (1290–1348), nhà thơ và tu sĩ Phật giáo của phái Lâm Tế tông, người đã thành lập các ngôi chùa
- Mitsuko Shiga 四賀光子, bút danh của Mitsu Ota (1885–1956), nữ nhà thơ tanka thời kỳ Chiêu Hoà và thời kỳ Taishō
- Masaoka Shiki 正岡 子規, bút danh của Masaoka Tsunenori 正岡 常規, người đã đổi tên thành Noboru 升 (1867–1902), nhà văn, nhà thơ, nhà phê bình văn học, nhà báo và từng khởi đầu sự nghiệp là một cầu thủ bóng chày
- Princess Shikishi 式子内親王 (mất 1201),nhà thơ cuối thời Heian và đầu thời Kamakura, con gái không chồng của Hoàng đế Go-Shirakawa; được đưa vào phục vụ tại Đền Kamo ở Kyoto năm 1159, sau đó rời khỏi ngôi đền, trong những năm sau đó làm nữ tu sĩ Phật giáo; có 49 bài thơ trong tuyển tập Shin Kokin Shū
- Shimizu Motoyoshi 清水基吉 (1918–2008), tiểu thuyết gia và nhà thơ thời kỳ Chiêu Hoà và thời kỳ Bình Thành
- Shirome (fl. 10th century), nữ nhà thơ waka và làm nghề mại dâm phổ thông
- Shizue Iwatsuki (1897–1984), người đã bắt đầu viết bằng thơ tanka, một thể loại thơ truyền thống của Nhật Bản, và đã di cư sang Hoa Kỳ
- Shunzei's Daughter, tên trứ danh của Fujiwara Toshinari no Musume 藤原俊成女、, cũng như 藤原俊成卿女、皇(太)后宮大夫俊成(卿)女, 越部禅尼 (khoảng 1171 – khoảng 1252), được gọi là nữ nhà thơ vĩ đại nhất trong thời đại của bà, xếp đồng hạng với Princess Shikishi; ông của bà chính là nhà thơ Fujiwara no Shunzei
- Shōtetsu 正徹 (1381–1459), được xem là nhà thơ vĩ đại cuối cùng trong truyền thống waka cung đình; các đệ tử của ông đóng vai trò quan trọng trong sự phát triển của renga, từ đó dẫn đến thơ haiku
- Sōgi 宗祇 (1421–1502), nhà thiền sư học tập về thơ waka và renga, sau đó trở thành một nhà thơ renga chuyên nghiệp ở tuổi tam tuần
- Nishiyama Sōin 西山宗因, tên khai sinh Nishiyama Toyoichi 西山豊一 (1605–1682), nhà thơ  haikai-no-renga (thơ renga hài hước) đầu thời kỳ Tokugawa,  người thành lập trường phái thơ haikai Danrin
- Sion Sono 園 子温 (sinh 1961), nhà thơ và nhà làm phim tiên phong gây tranh cãi
- Sonome 斯波 園女 (1664–1726), nữ nhà thơ, người bạn và bạn thư tín nổi tiếng của Matsuo Bashō
- Sugawara no Michizane 菅原道真, cũng được biết với tên gọi "Kan Shōjō" 菅丞相, (845–903), học giả, nhà thơ và chính trị gia thời kỳ Heian; cháu trai của Sugawara no Kiyotomo; ông cũng viết thơ tiếng Trung Hoa

## T
- Tachibana Akemi, 橘曙覧 (1812–1868), nhà thơ và học giả cổ điển
- Tachihara Michizō 立原道造 (1914–1939), nhà thơ và kiến trúc sư
- Taira no Kanemori 平兼盛 (mất 991), nhà thơ waka và nhà quý tộc giữa thời kỳ Heian; một trong số Ba mươi sáu ca tiên; có một bài thơ trong tuyển tập Hyakunin Isshu; cha của nhà thơ Akazome Emon
- Kyoshi Takahama xem Kyoshi
- Motokichi Takahashi 高橋元吉 (1893–1965), nhà thơ thời kỳ Đại Chính và Chiêu Hoà
- Shinkichi Takahashi (高橋 新吉 Takahashi Shinkichi, 1901 – 1987) Ông là một trong những người tiên phong của chủ nghĩa Dada tại Nhật Bản. Theo như Makoto Ueda, ông cũng là nhà thơ Thiền lớn duy nhất của văn học Nhật Bản hiện đại.
- Jun Takami 高見順 bút danh của Takama Yoshioa (1907–1965), tiểu thuyết gia và nhà thơ thời kỳ Chiêu Hoà
- Kōtarō Takamura 高村 光太郎 (1883–1956), nhà thơ và nhà điêu khắc; con trai của nhà điêu khắc Kōun Takamura
- Chieko Takamura (1886–1938)
- Takarai Kikaku xem Kikaku
- Takamure Itsue 高群逸枝 (1894–1964), nhà thơ, nhà văn, nhà nữ quyền, người theo chủ nghĩa vô chính phủ, nhà dân tộc học và nhà sử học
- Tsugi Takano 鷹野 つぎ (1890–1943), nữ tiểu thuyết gia và nhà thơ
- Takuboku Ishikawa 石川 啄木 (1886–1912), nhà thơ tanka và thơ tự do
- Tamura Ryūichi 田村隆 (1923–1998), nhà thơ, nhà tiểu luận và dịch giả tiểu thuyết và thơ ca tiếng Anh thời kỳ Chiêu Hoà
- Jun Tanaka 田中純 1890–1966), nhà thơ thời kỳ Chiêu Hoà
- Taneda Santōka xem Santōka
- Tani Soyo 谷宗養 (1526–1563), nhà thơ renga[liên kết hỏng]; một đối thủ của Satomura Joha; con trai của Tani Sobuko
- Shuntarō Tanikawa 谷川 俊太郎 (born 1931), nhà thơ và dịch giả
- Tatsunojō, bút danh của Yokoi Yayū
- Machi Tawara 俵万智 (sinh 1962), nhà văn, dịch giả và nhà thơ
- Shūji Terayama 寺山 修司 (1935–1983), nhà thơ tiên phong, nhà viết kịch, nhà văn, đạo diễn phim và nhiếp ảnh gia
- Ton'a 頓阿  cũng được đánh vần là "Tonna"; tục danh: Nikaidō Sadamune 二階堂貞宗 (1289–1372), nhà thơ và nhà sư Phật giáo
- Shigeji Tsuboi 壺井繁治  (1897–1975)
- Jun Tsuji 辻 潤 (1884–1944), tác giả, nhà thơ, nhà tiểu luận, nhạc sĩ và bô-hê-miêng

## U
- Ueda Akinari, 上田 秋成, cũng được biết đến với tên gọi "Ueda Shūsei" (1734–1809), tác giả, học giả và nhà thơ waka

## W
- Bokusui Wakayama, 若山 牧水 (1885–1928), nhà thơ tanka người Nhật theo "chủ nghĩa Tự nhiên"

## Y
- Yagi Jūkichi 八木重吉 (1898–1927)
- Yamabe no Akahito 山部赤人 hoặc 山邊赤人 (700–736), nhà thơ thời kỳ Nara với 13 bài chōka (thơ Trường Ca) và 37 bài tanka (thơ Đoản Ca) trong tuyển tập Man'yōshū; đã được gọi là vị thần kami của thơ ca, và Waka Nisei cùng với Kakinomoto no Hitomaro; một trong số Ba mươi sáu ca tiên
- Bochō Yamamura 山村 暮鳥 (1884–1924), nhà thuyết giáo Cơ đốc giáo lang thang, người được chú ý với tư cách là người viết truyện và bài hát cho trẻ em và là một nhà thơ
- Yamanoue no Okura 山上 憶良 (660–733), nổi tiếng nhất với những bài thơ về trẻ em và thường dân; có những bài thơ trong tuyển tập Man'yōshū
- Sansei Yamao (1938–2001), người bạn của nhà thơ người Mỹ Gary Snyder
- Yamazaki Sōkan 山崎宗鑑, bút danh của Shina Norishige (1465–1553), nhà thơ renga và thơ haikai, nhà thư pháp triều đình cho Shōgun Ashikaga Yoshihisa; trở thành một nhà sư cửa Phật, sống ẩn dật sau cái chết của shōgun vào năm 1489
- Yamazaki Hōdai 山崎方代 (1914–1985), nhà thơ tanka của thời kỳ Chiêu Hoà
- Rie Yasumi やすみ りえ bút danh của Reiko Yasumi 休 理英子 (sinh 1972), nhà thơ senryū
- Jun'ichi Yoda 与田凖 (1905–1997), nhà thơ thời kỳ Shōwa và tác giả của sách thiếu nhi
- Yokoi Yayū 横井 也有, tên khai sinh Yokoi Tokitsura (横井 時般?) và lấy bút danh Tatsunojō (1702–1783), một samurai, học giả của Kokugaku, và một nhà thơ haikai (tên họ: Yokoi)
- Yosa Buson xem Buson
- Yosa Buson 与謝蕪村 (1716–1783), nhà thơ và họa sĩ thời kỳ Edo; cùng với Matsuo Bashō và Kobayashi Issa, được xem là những nhà thơ vĩ đại nhất của thời kỳ Edo và là một trong những nhà thơ haiku vĩ đại nhất mọi thời đại
- Akiko Yosano 与謝野 晶子 bút danh của Yosano Shiyo (1878–1942), nhà thơ cuối thời kỳ Minh Trị, thời kỳ Đại Chính và đầu thời kỳ Chiêu Hoà, nhà nữ quyền tiên phong, chủ nghĩa hòa bình và cải cách xã hội; một trong những nữ nhà thơ hậu cổ điển nổi tiếng nhất và gây tranh cãi nhất của Nhật Bản
- Tekkan Yosano 与謝野 鉄幹 bút danh của Yosano Hiroshi (1873–1935), tác giả và nhà thơ cuối thời kỳ Minh Trị, thời kỳ Đại Chính và đầu thời kỳ Chiêu Hoà; chồng của tác giả Yosano Akiko.; ông nội của bộ trưởng nội các và chính trị gia Kaoru Yosano
- Yoshii Isamu 吉井勇 (1886–1960), nhà thơ tanka và nhà viết kịch bản thời kỳ Đại Chính và thời kỳ Chiêu Hoà
- Takaaki Yoshimoto 吉本隆明,  còn được biết với tên gọi là "Ryūmei Yoshimoto" (sinh 1924), nhà thơ, nhà phê bình văn học và triết gia; cha của nhà văn Banana Yoshimoto và họa sĩ hoạt hình Haruno Yoiko
- Yoshino Hideo 吉野秀雄  (1902–1967), nhà thơ tanka thời kỳ Chiêu Hoà

## Các nhóm và các trường phái
- Trường phái Danrin
- Lê hồ Ngũ Nhân
- Trường phái thơ ca Nijō
- Gia đình Rokujō
- Sáu nhà thơ Waka hay nhất
- Ba mươi sáu ca tiên

## Các bậc thầy thơ Haiku
- Matsuo Bashō
- Yosa Buson
- Fukuda Chiyo-ni
- Kobayashi Issa
- Masaoka Shiki

## Xem Thêm
- Haiku
- Thơ Nhật Bản
- Kanshi (thơ viết bằng chữ Hán của các nhà thơ Nhật Bản)
- Danh sách các tuyển tập thơ Nhật Bản
- Waka bao gồm cả thơ tanka
- Timeline Infographic of Japanese Language Poets Lưu trữ ngày 1 tháng 12 năm 2017 tại Wayback Machine